# Orimarga (Orimarga) dichroptera
Orimarga (Orimarga) dichroptera is een tweevleugelige uit de familie steltmuggen (Limoniidae). De soort komt voor in het Neotropisch gebied.